# Matheus Augusto
Matheus Augusto de Souza Claudio (Jacareí, 8 de junho de 1998), mais conhecido como Nego, é um jogador brasileiro de rúgbi. Revelado nas categorias de base do Jacareí Rugby, está no clube desde 2011. É um dos poucos atletas do Jacareí Rugby que conquistaram o brasileiro de sevens e union na temporada 2017. Matheus Augusto também é frequentemente convocado para as seleções brasileiras de rugby union e rugby sevens. 

## Seleção Brasileira
Matheus Augusto fez sua estreia pela seleção principal em São José dos Campos (SP), contra a Argentina XV. 

## Estatísticas

### Seleção Brasileira
| Ano   |       |        |       |            |       |
| Ano   | Jogos | Pontos | Tries | Conversões | Média |
| ----- | ----- | ------ | ----- | ---------- | ----- |
| 2018  | 3     | 0      | 0     | 0          | 0     |
| Total | 3     | 0      | 0     | 0          | 0     |

## Títulos
Jacareí Rugby
- Campeonato Brasileiro: 2017[4]

- Campeonato Brasileiro 7's: 2017[5], 2018[6] e 2022[7]
- Taça Tupi: 2016

### Prêmios Individuais
- Prefeitura de Jacarei - Atleta Destaque Rugby: 2015
- Prêmio Romulo Rambaldi - Atleta do Ano: 2015
- Prêmio Romulo Rambaldi - Atleta M17 Masculino: 2015
- Brasil Rugby - Melhor Atleta Juvenil Masculino: 2016